# Oxygraphis glacialis
Oxygraphis glacialis är en ranunkelväxtart som först beskrevs av Fisch. och Dc., och fick sitt nu gällande namn av Aleksandr Andrejevitj Bunge. Oxygraphis glacialis ingår i släktet Oxygraphis och familjen ranunkelväxter. Inga underarter finns listade i Catalogue of Life.